# Live on St. Patrick's Day from Boston, MA
Live on St. Patrick's Day From Boston, MA è un album dal vivo del gruppo celtic punk/folk punk statunitense Dropkick Murphys. È stato registrato in tre spettacoli all'Avalon Ballroom di Boston, Massachusetts e pubblicato il 10 settembre 2002.

## Tracce
Tutte le tracce dei Dropkick Murphys eccetto dove indicato.
1. Intro
2. For Boston
3. Boys On The Docks
4. Road of the Righteous
5. Upstarts & Broken Hearts
6. The Gauntlet
7. Rocky Road to Dublin (canzone tradizionale)
8. Heroes From Our Past
9. Finnegan's Wake (canzone tradizionale)
10. Which Side Are You On?
11. A Few Good Men
12. Curse of a Fallen Soul
13. The Torch
14. Gang's All Here
15. Forever
16. Spicy McHaggis Jig
17. John Law
18. Wild Rover (canzone tradizionale)
19. Fortunate Son (Creedence Clearwater Revival)
20. Nutty (Bruin's Theme)
21. Good Rats
22. Amazing Grace (John Newton)
23. Alcohol (Gang Green)
24. Barroom Hero
25. Dirty Water
26. Bloody Pig Pile (Skinhead on the MBTA)